# Synema albomaculatum
Synema albomaculatum es una especie de araña del género Synema, familia Thomisidae.

## Distribución
Esta especie se encuentra en Bután.

## Taxonomía
Fue descrita por Ono en 2001.
Tratamiento taxonómico
La especie aparece registrada y publicada en Crab spiders of the family Thomisidae from the Kingdom of Bhutan (Arachnida, Araneae). Entomologica Basiliensis 23: 203–236.